# さかちさと
さか ちさとは、日本のイラストレーター。女性イラストを描く。

## 略歴
- グラフィックデザイナーを経て2010年イラストレーターの活動開始。
- 広告・雑誌・書籍・企業冊子の表紙など各媒体で活動。
- イラストレーターエージェンシーアスタリスク所属。

## 主な制作実績

### 広告・パッケージ・表紙
- 2011年 - 2013年アテニア情報誌表紙
- 2013年 私鉄９社合同企画「ゆるり散策：花と寺社めぐり春夏」ビジュアル
- 大東建託冊子表紙
- JKCガゼット10月号表紙
- 2013年1月から明治ブルガリアヨーグルト壁紙配信
- 2013年 私鉄9社合同企画「ゆるり散策：花と寺社めぐり秋冬」ビジュアル
- ルミネ北千住「オータムキャンペーン」リーフレット表紙・中面
- 昭栄建設「ヒューマインド高宮南」パンフレット表紙
- ユーキャン「アロマテラピー講座チラシ」中面イラスト
- 2012年 私鉄9社合同企画「ゆるり散策：花と寺社めぐり春夏」ビジュアル
- hoyu「Color&Style Advice Book」パンフレット
- ベルメゾン「全労済たしこと夏号」表紙
- フェリシモ「スマイリスト サプリ」パッケージ4種
- Nikon「Nikon 1」リーフレット表紙
- ベルメゾン「全労済たしこと春号」表紙
- ポニーキャニオン「映画・洋菓子店コアンドル」文教堂販促用ブックカバー
- Hodder and Stoughton社『Don’t You Forget About Me』表紙
- 角川フォレスタ「職場も家庭もうまくいく「ねぎらい」の魔法 」表紙
- 新星出版社「DVD付-YOGA-はじめてレッスン-」表紙

### 雑誌
「日本ハム」「マガジンハウスanan」「光文社JJ」「光文社CLASSY」「マガジンハウスHanako」
「healthy besuty」「法研healthy besuty」『オージオビューティー』「ノエビア情報誌『ソサエティ』」
「オルビス」「エスカーラ」「アテニア特別増刊号」「DHC」「ネスレ」etc

### 書籍
- 小学館/風水美活
- マイナビ「アロマテラピー　使い切り・組み合わせ事典」
- ナツメ社「肌浄化リンパマッサージ」
- マイナビ「やさしくわかる アーユルヴェーダ アロマテラピー」
- CCCメディアハウス「恋するおっぱいヨガ 女のカラダを楽しむための秘密のビューティレッスン」
- 経済法令出版「顧客目線で考える投資販売コンサルティングの基本」

他

### web
るるぶ/ゼクシーweb/キスコフーズ/マイナビウーマン「映像テクノ」/マイナビウーマン「京急バス」
/@cosme「ニベア」/@cosme「花王ホワイト」/@cosme「花王バブ」/@cosme「花王ファブリーズ」/@cosme「花王アジエンス」/
再春館製薬所ドモホルンリンクル「フェイスブック用イラスト」/資生堂×benesse「サンキュ学園」